# ГВЕМ (Севастополь)
ГВЕМ  — український пляжний футбольний клуб з міста Севастополь.

## Історія
Футбольний клуб ГВЕМ заснований в Севастополі і представляв місцеву однойменну будівельну компанію. У 2003 році став бронзовим призером чемпіонату України з пляжного футболу.

## Досягнення
- Чемпіонат України
  -  Бронзовий призер (1): 2003